# Grande santuario di Sumiyoshi
Il grande santuario di Sumiyoshi (住吉大社?, Sumiyoshi Taisha) è un complesso di templi shintoisti (Jinja) della città di Osaka, in Giappone. L'area recintata del santuario copre un'area di 90.000 m² e si trova nell'antico omonimo quartiere di Sumiyoshi-ku, nella parte meridionale della città. È il principale e il più antico tra i 2.000 santuari Sumiyoshi costruiti nel paese. I vari edifici, costruiti in legno, sono stati spesso restaurati nel corso dei secoli.
Secondo la tradizione shinto, il santuario diventò la sede delle divinità protettrici, dette Kami, del mare, della navigazione, della guerra e dell'arte poetica Waka, ed è tuttora meta dei pellegrinaggi di naviganti, atleti di arti marziali e poeti.

## Storia
Fu costruito nel 211 d.C. durante il periodo di reggenza dell'imperatrice consorte Jingū, sposa del defunto XIV imperatore giapponese Chūai, per volere di Tamomi no Sukune, membro di una famiglia aristocratica della vicina zona di Sakai. Sorge sul piccolo altopiano (lungo 12 km e largo 2,5) di Uemachi-daichi, che ai tempi in cui il santuario fu costruito era una penisola, quando la maggior parte dell'odierna Osaka era sommersa dal mare.
Secondo una leggenda giapponese, il santuario fu costruito per celebrare il ritorno dell'imperatrice, che aveva guidato l'esercito nell'invasione della Corea, durata tre anni, e che chiese al potente Tamomi no Sukune l'erezione del tempio come sede dei tre Kami chiamati Sumiyoshi Sanjin, le divinità protettrici del mare e della navigazione. Alla sua morte Jingū fu divinizzata come Kami ed il suo spirito dimora nel santuario, ed anche lo spirito del figlio, l'imperatore Ōjin, sincretizzato dopo la morte con uno dei tre Kami della guerra, Hachiman, viene celebrato al Sumiyoshi-Taisha.
Nelle immediate vicinanze del santuario, ai tempi dell'imperatore Nintoku, figlio di Ōjin, fu costruito il porto Sumiyoshi-tsu, o Suminoe-tsu, che divenne uno dei più importanti del Giappone e fu usato dalla famiglia imperiale e dall'esercito. La funzione di proteggere le missioni imperiali all'estero continuò nel periodo Yamato (250-710), quando il clan degli Tsumori, i discendenti di Tamomi no Sukune, svolsero il duplice ruolo di amministratori del porto e abati del santuario.
Oltre che sede dei Kami dei due imperatori e di quelli della navigazione, del mare e della guerra, in seguito il santuario sarebbe diventato anche la sede dei Kami dell'arte poetica Waka.
Fino all'inizio del periodo Edo, Osaka rimase sommersa dal mare, ed il panorama che si presentava dal santuario fu oggetto di innumerevoli dipinti. La rappresentazione artistica di questo tipo di paesaggio prese il nome di "disegno Sumiyoshi". Sumiyoshi-Tashi fu immortalato anche nei racconti di diversi letterati nipponici, tra questi Murasaki Shikibu, che nella sua Storia di Genji ne descrive il pittoresco ambiente dell'XI secolo. Il santuario viene anche menzionato negli annali del Giappone, i Nihongi, e nel libro delle cronache antiche Kojiki.

## Architettura
Il tempio più sacro, che nei santuari shinto prende il nome Honden, è uno dei più antichi del Giappone, fu progettato secondo il nuovo stile che prese il nome dal santuario, Sumiyoshi-zukuri, e per il suo valore cronologico è annoverato tra i "tesori nazionali del Giappone". La struttura è in legno e l'entrata è rivolta ad occidente, in direzione del mare. Sulla sommità del tetto, fatto in corteccia di cedro, vi sono i tradizionali simboli shinto: i due okichigi (置千木) alle estremità, fioroni a forma di croce obliqua, ed i cinque katsuogi (堅魚木), sbarre trasversali alla linea di colmo. Il piccolo tempio è affiancato da due staccionate chiamate tamagaki (玉垣). Pilastri, travi e timpani sono tinti di rosso, mentre il basamento è bianco.
Ognuno dei quattro eleganti maggiori templi del santuario (本宮?, hongū), abbastanza simili tra loro, è dedicato ad uno dei quattro Kami principali (Sumiyoshi Ōkami), i primi tre ai Kami del mare e della navigazione (Sumiyoshi Sanjin), ed il quarto all'imperatrice Jingū:
- Primo tempio principale (第一本宮?, Dai-ichi hongū): dedicato a Sokotsutsu no Onomikoto (底筒男命?)
- Secondo tempio principale (第二本宮?, Dai-ni hongū): dedicato a Nakatsutsu no Onomikoto (中筒男命?)
- Terzo tempio principale (第三本宮?, Dai-san hongū): dedicato a Uwatsutsu no Onomikoto (表筒男命?)
- Quarto tempio principale (第四本宮?, Dai-yon hongū): dedicato a Okinagatarashihime no Mikoto (息長足姫命?).

Altri templi sono dedicati ad altri Kami, tra cui quello dell'imperatore Ōjin, sincretizzato col Kami della guerra Hachiman, quello di Watatsumi, altra divinità del mare e quello della poesia Waka. Vi sono anche diverse cappelle votive dedicate a divinità minori.
Il simbolo del complesso templare è l'incantevole ponte Taiko-bashi, che passa sopra allo stagno situato davanti al tempio principale. L'aggraziata struttura ad arco è eseguita in legno e si trova lungo il viale principale che porta all'Honden, detto Sandō. Secondo la tradizione locale passando sopra al ponte si riceve una benedizione e si viene purificati.
I portali Torii dislocati nel parco del santuario hanno una forma che differisce dai Torii classici: la traversa inferiore non sporge dai due pilastri. Vi sono più di 600 lanterne sacre in pietra, molte delle quali sono state donate da compagnie di navigazione, che cercavano la protezione dei Kami del mare.

## Celebrazioni
La principale festività del santuario è quella del Sumiyoshi-sai (住吉祭?), che viene celebrata tra il 31 di luglio ed il 1° di agosto, con cui viene ricordata la ricostruzione del santuario. Nella storia del santuario tali ristrutturazioni sono state 48, e l'ultima è avvenuta nel 1991.
Nella tradizione Shinto il mare è l'origine della vita, e per estensione i suoi Kami possono proteggere le persone in tutte le loro attività. Quotidianamente Sumiyoshi-Taisha viene visitato da fedeli che invocano la protezione degli dei per i loro familiari, per i raccolti agricoli, per il successo negli affari o negli studi etc., vengono quindi organizzate ogni anno più di cento celebrazioni sugli argomenti più disparati. Fra queste vanno ricordate quella che commemora la fondazione del santuario, e quella del rituale dell'interramento del riso (il 14 giugno). Il festival del riso è tradizionalmente associato con le tradizionali danze Sumiyoshi. Il santuario è anche affollato a capodanno.

## Galleria d'immagini

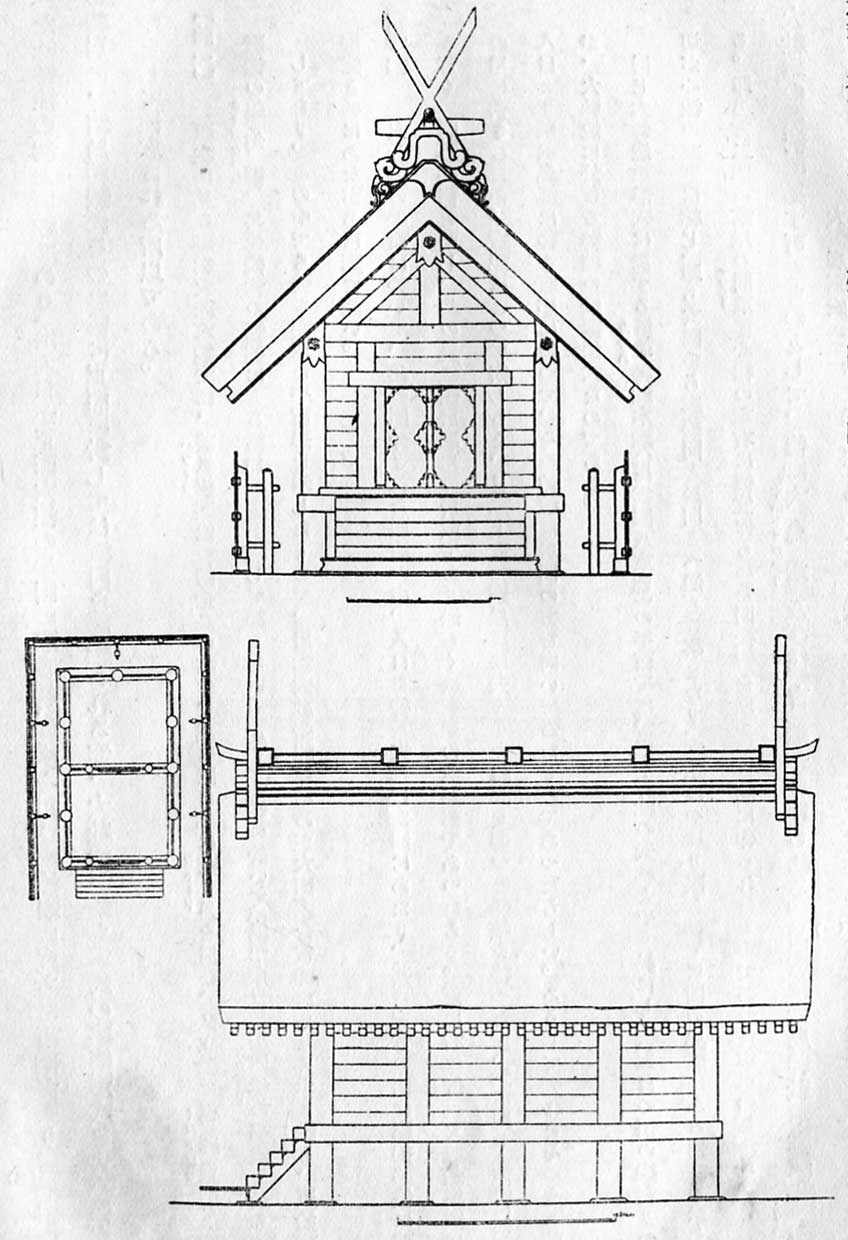
L'Honden di Sumiyoshi Taisha
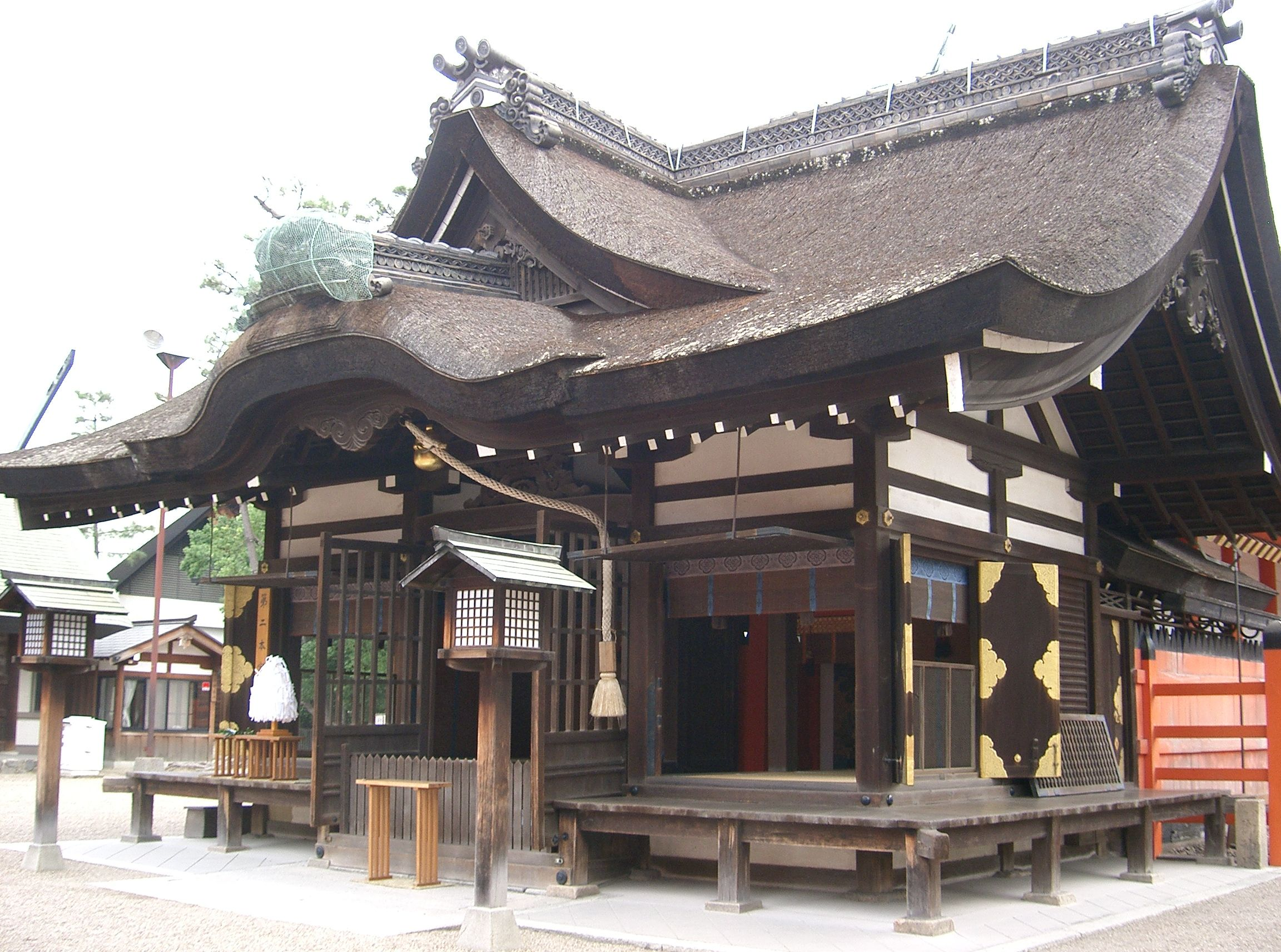
Secondo tempio principale
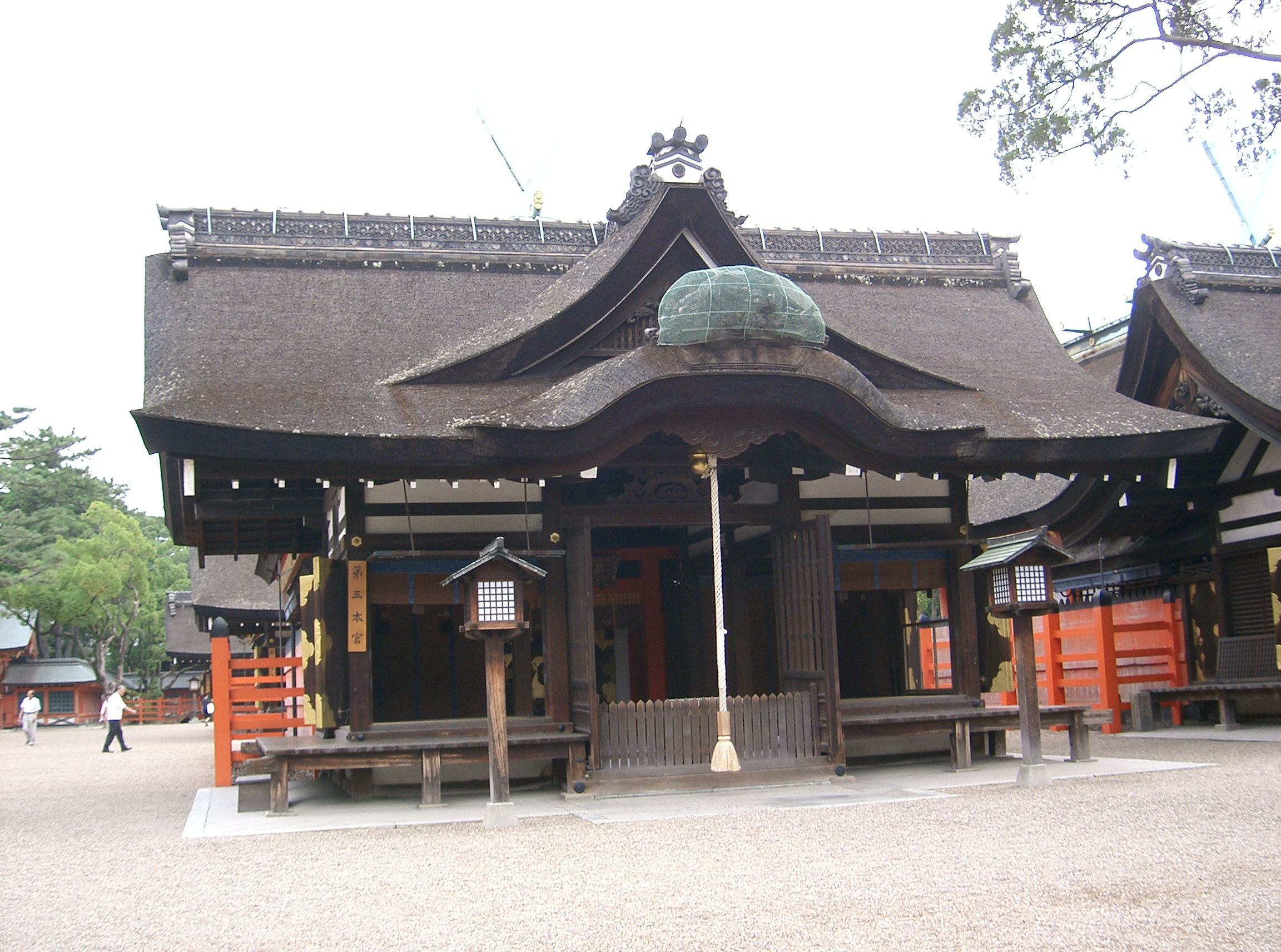
Terzo tempio principale
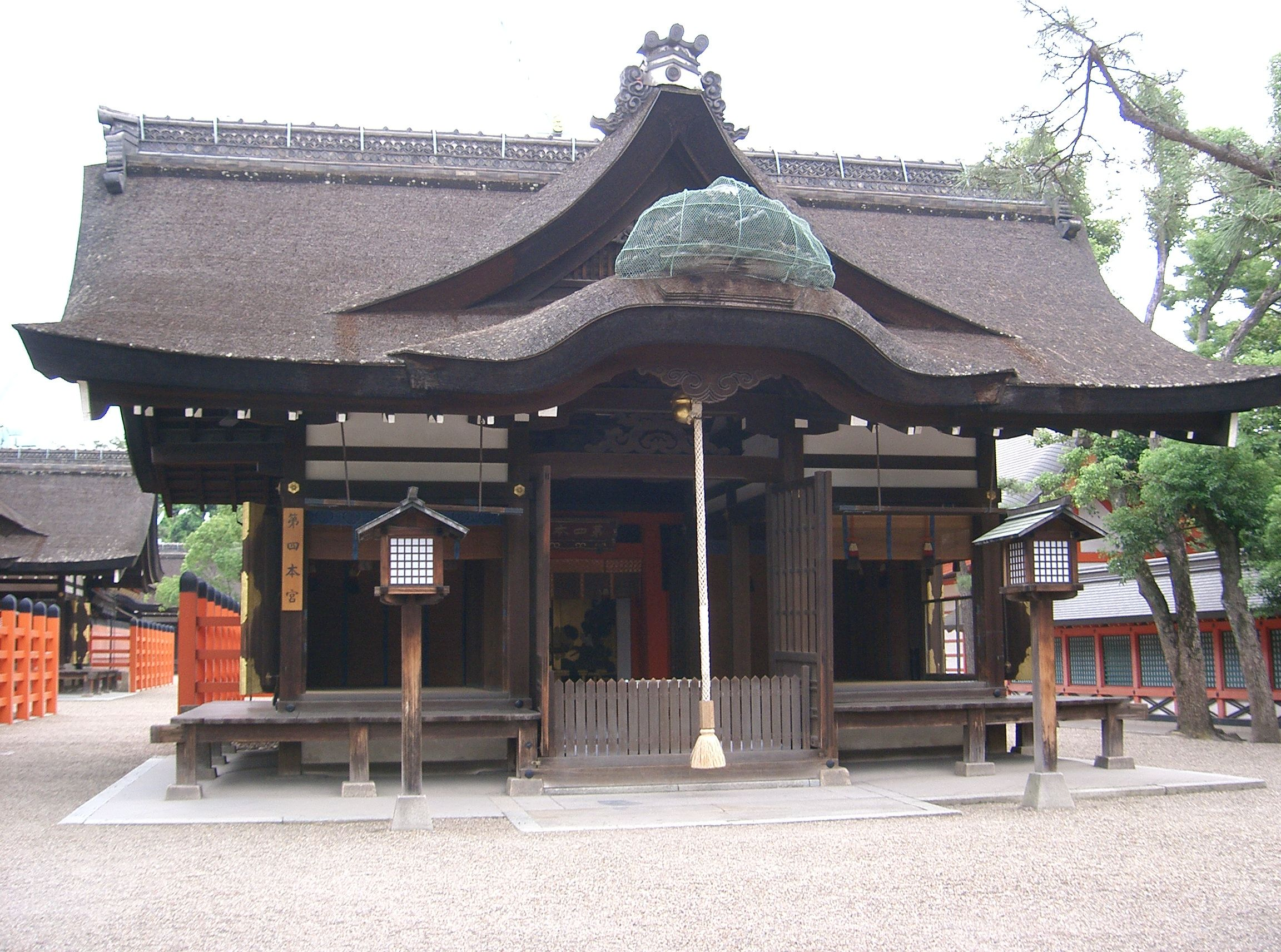
Quarto tempio principale
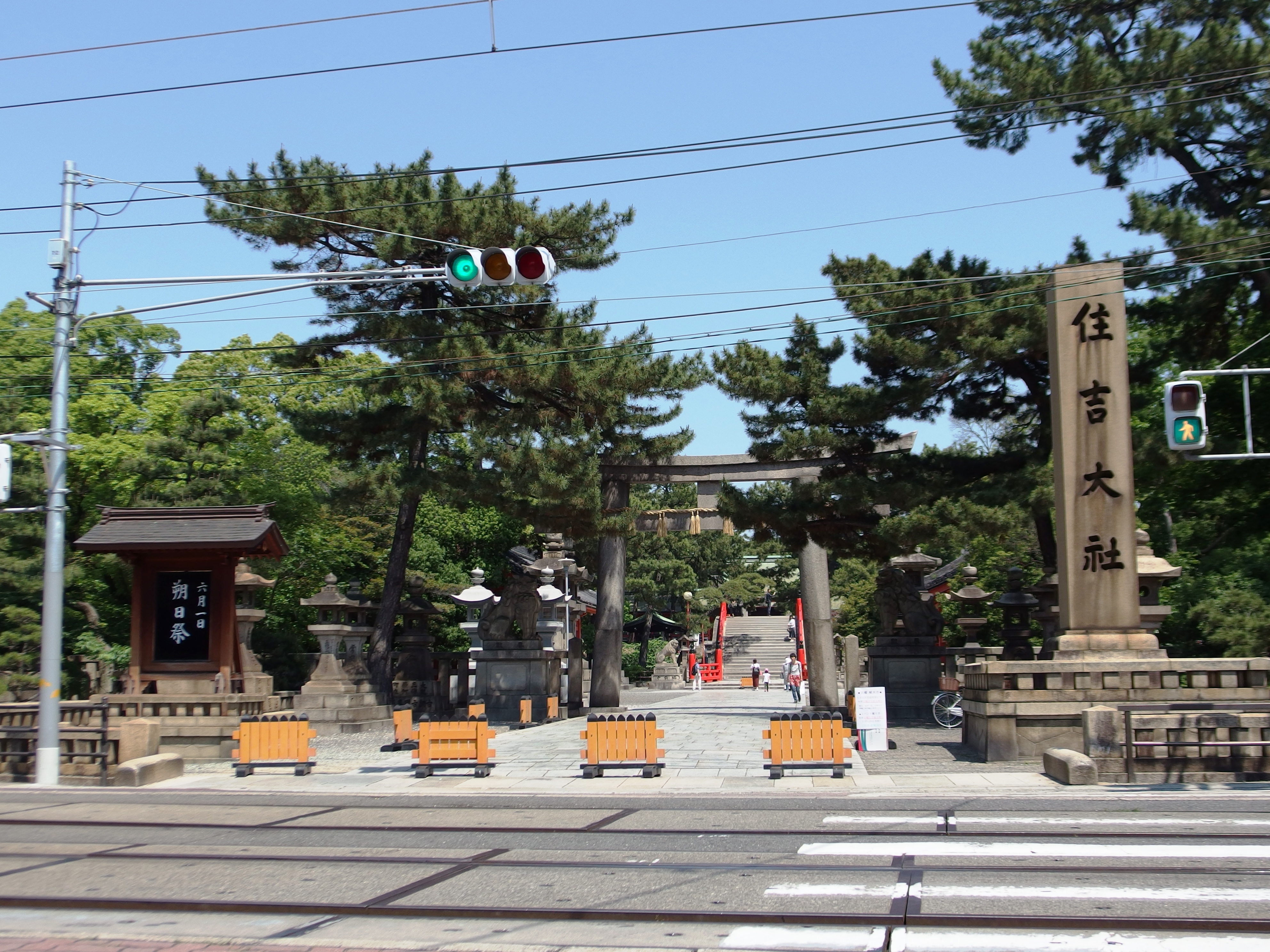
Il Torii (portale) principale di accesso al parco del santuario, e il Sandō, il viale che conduce al tempio principale
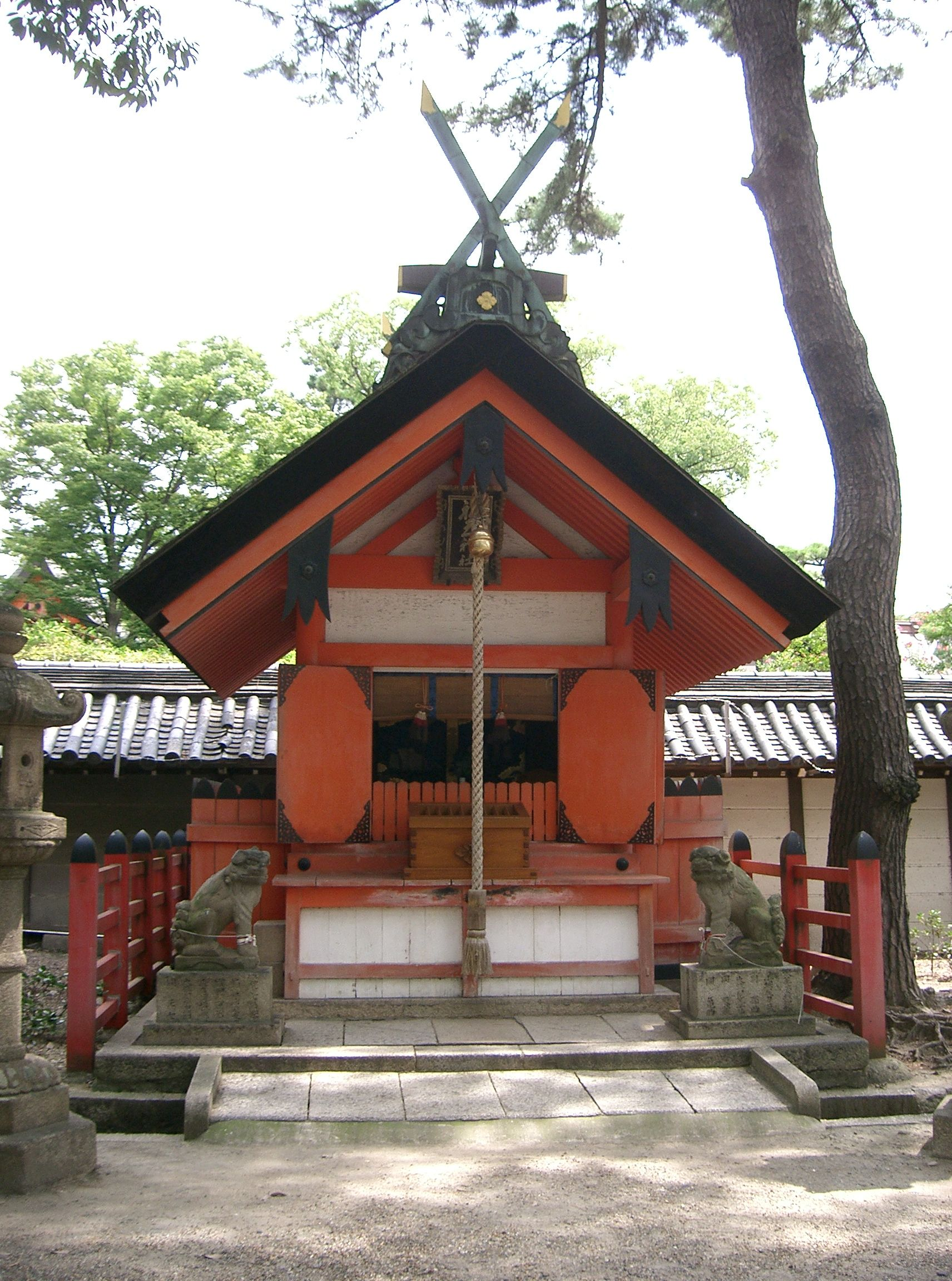
Cappella votiva
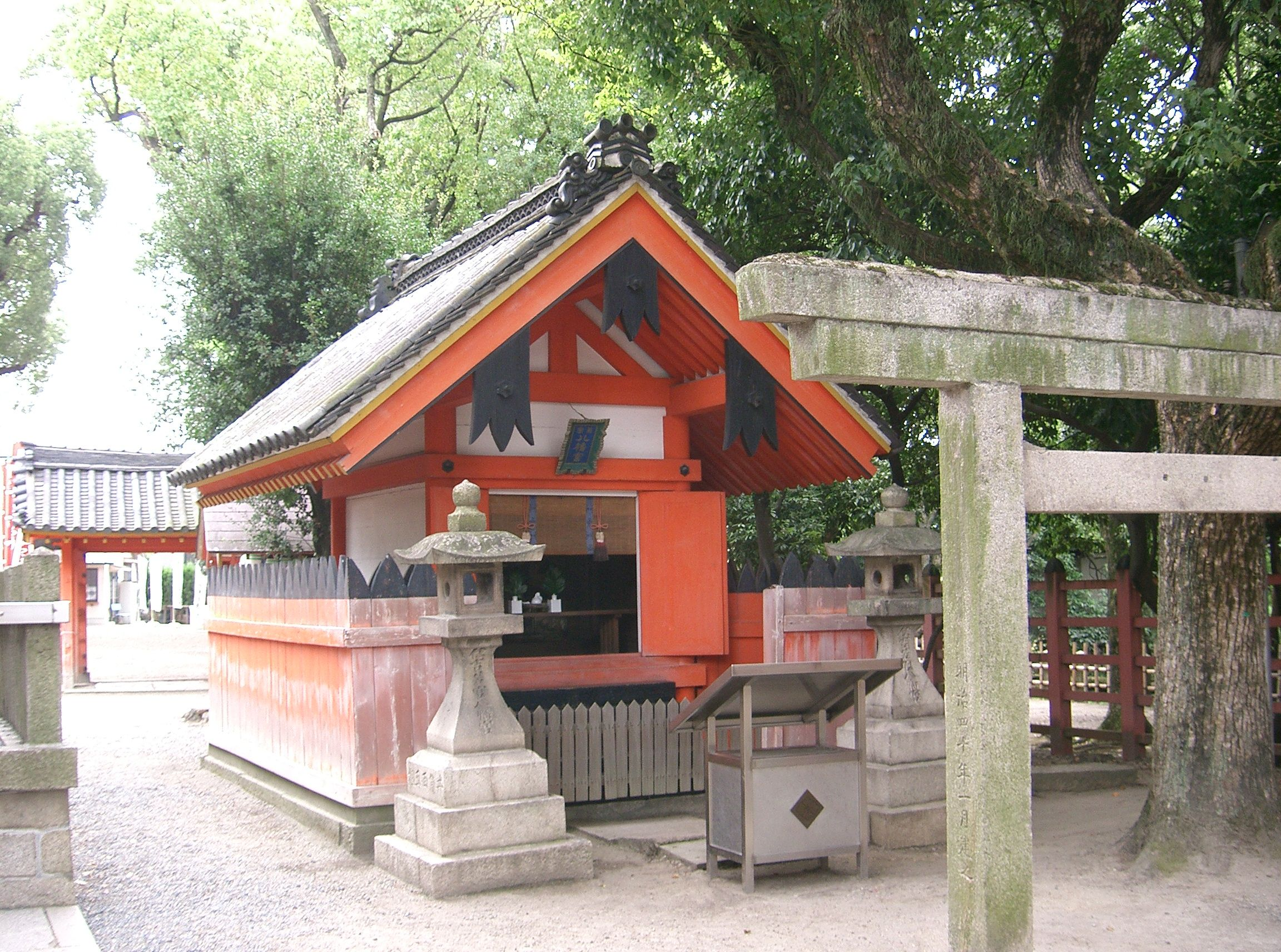
Cappella dedicata al Kami dell'imperatore Ōjin e della divinità della guerra Hachiman di fronte allo speciale Torii di Sumiyoshi
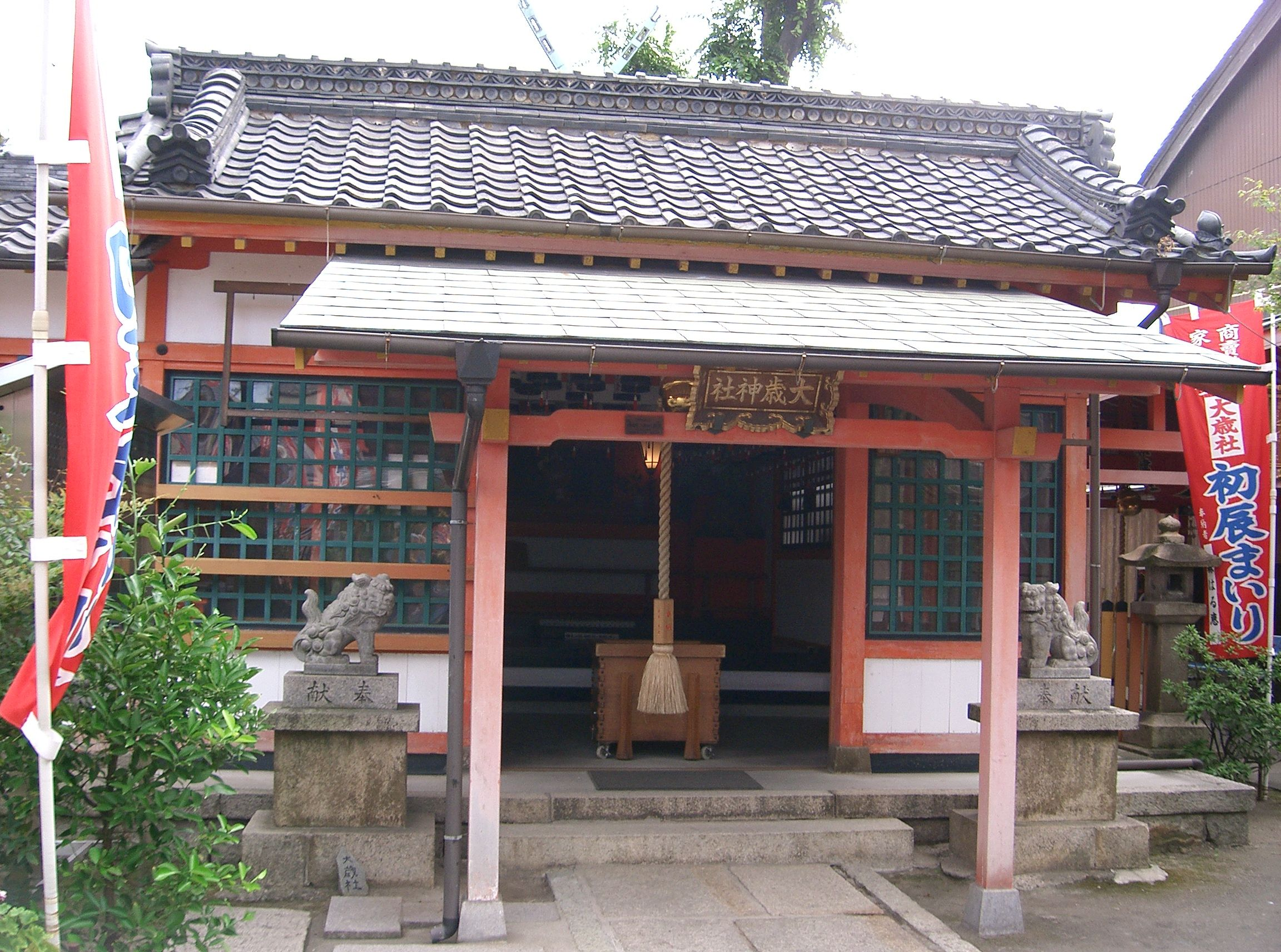
Altra cappella votiva, con i tradizionali leoni guardiani Komainu
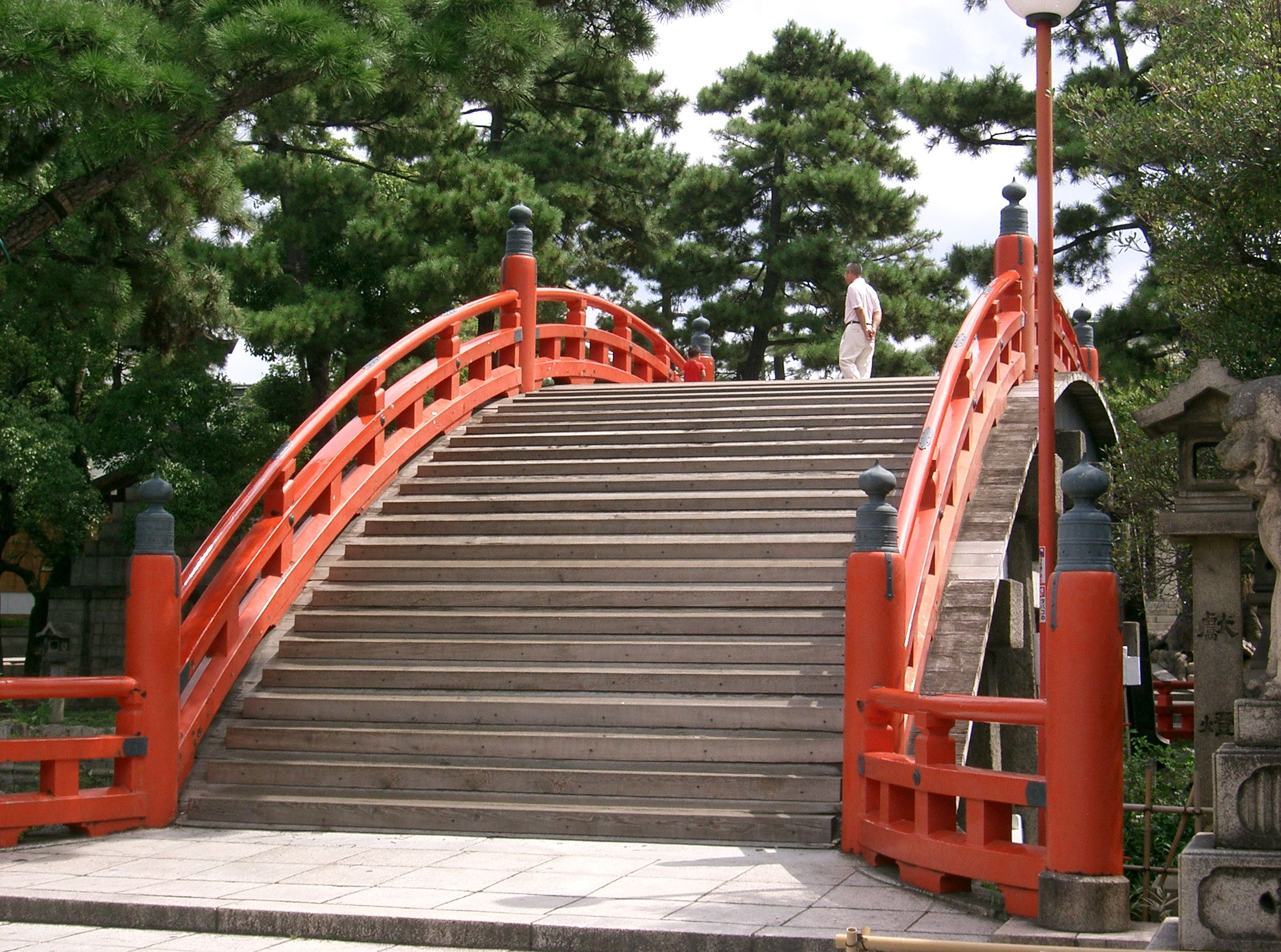
Ponte Taiko-Bashi
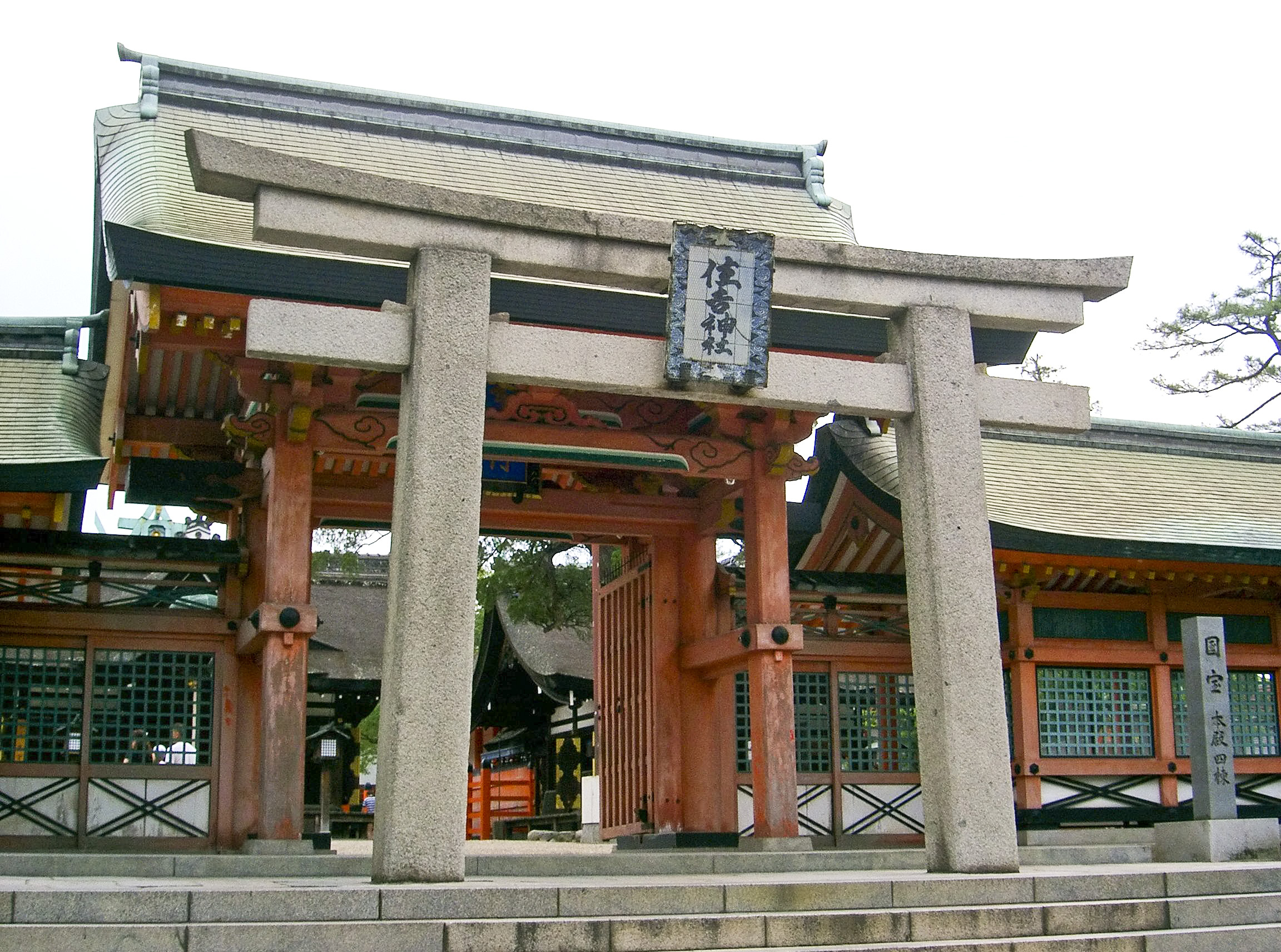
Torii di accesso al cortile interno